# Paraophiodina portuni
Paraophiodina portuni is een soort in de taxonomische indeling van de Myzozoa, een stam van microscopische parasitaire dieren. Het organisme komt uit het geslacht Paraophiodina en behoort tot de familie Ganymedidae. Paraophiodina portuni werd in 1885 ontdekt door Frenzel.